# Gino Rossi
Pour les articles homonymes, voir Rossi.
Pour le boxeur italien, voir Gino Rossi (boxe anglaise).
Gino Rossi (Venise, 6 juin 1884 -  Trévise, 16 décembre 1947) est un peintre italien qui fut actif dans l'école vénitienne du XXe siècle.

## Biographie
Venu à la peinture par des études classiques, Gino Rossi part à Paris en 1907, un an après Modigliani, avec son ami sculpteur Arturo Martini, attiré par l'importance de ce centre artistique. Il y découvre le fauvisme, Van Gogh et Gauguin, dont il suit les traces en Bretagne et en revient avec plusieurs œuvres (dont la célèbre La fanciulla del fiore).
Il participe aux expositions de la Ca' Pesaro dans un certain esprit de l'époque en réaction contre la très officielle Biennale de Venise.
Toujours avec Martini, il repart à Paris en 1912, pour exposer au Salon d'automne, avec Modigliani.
Appelé sous les drapeaux en 1916 et envoyé au front, il subit le drame de la Première Guerre mondiale. Sa captivité et plusieurs crises familiales ébranlent définitivement son équilibre mental.
Libéré, ses nouveaux contacts l'ouvrent au Cubisme, et aux leçons premières de Cézanne.
Ses crises le conduisent en 1925, à l'asile Sant'Artemio de Trévise ; il n'en sort que mort en 1947 (la même année que son ami Martini).

## Œuvres
- Primavera in Bretagna (1909)[2]
- Chiesa in Bretagna (1910)
- La buona pesca (1910), collection Paolo Stramezzi, Crema[3].
- La fanciulla del fiore,
- Paesaggio asolano (1911)
- Douarnenez (1912), Galleria internazionale d'arte moderna di Ca' Pesaro, Venise [4]
- Testa di pescadore - Pescadore buranese (1913), Ca' Pesaro
- Maternità (1913), Ca' Pesaro[5]
- Burano (1914), Ca' Pesaro
- Scorcio di Burano (1914),
- L'educanda e Signora in verde (1914),
- Natura morta con brocca" (1922),

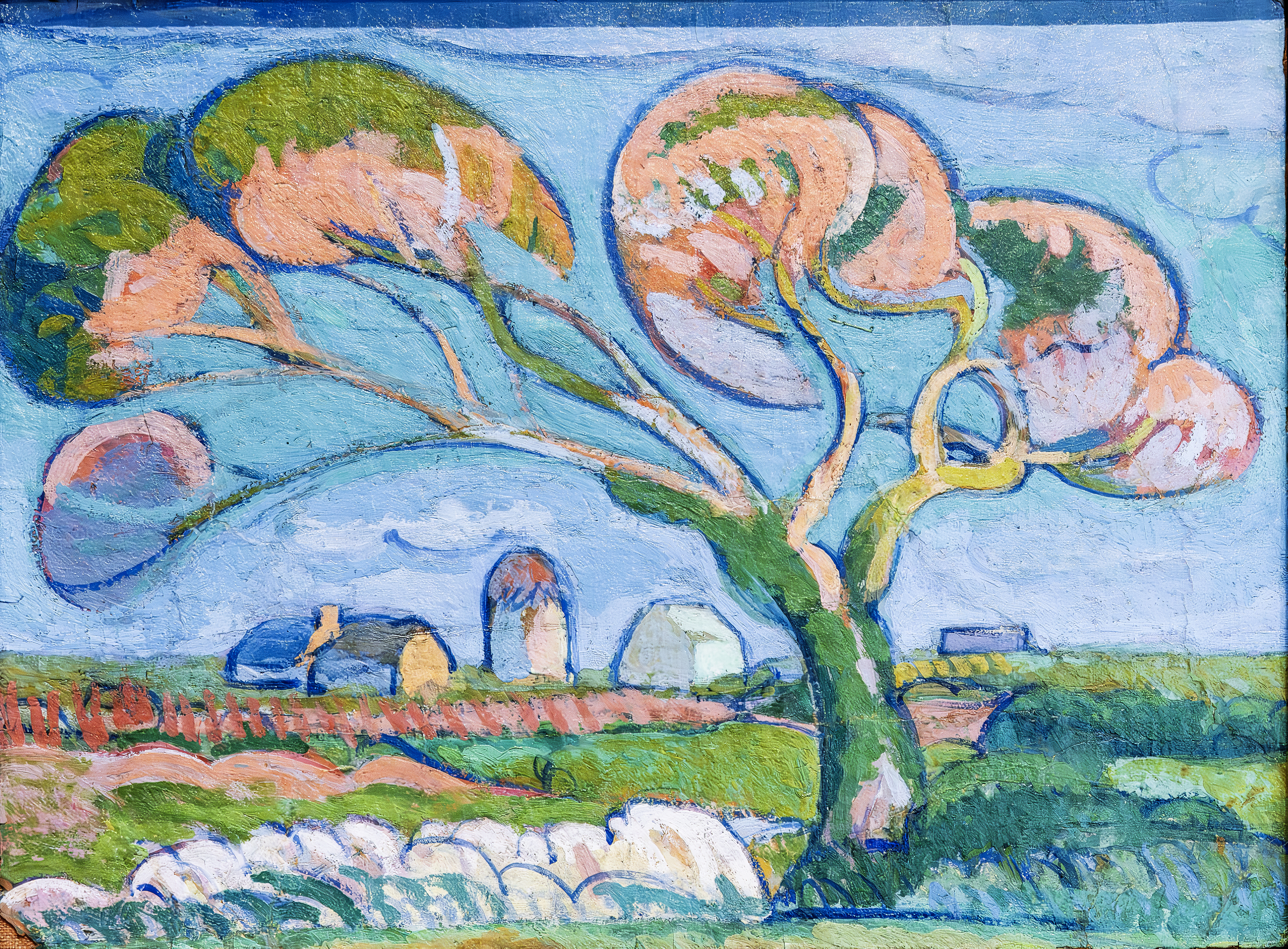
Printemps en Bretagne, 1909
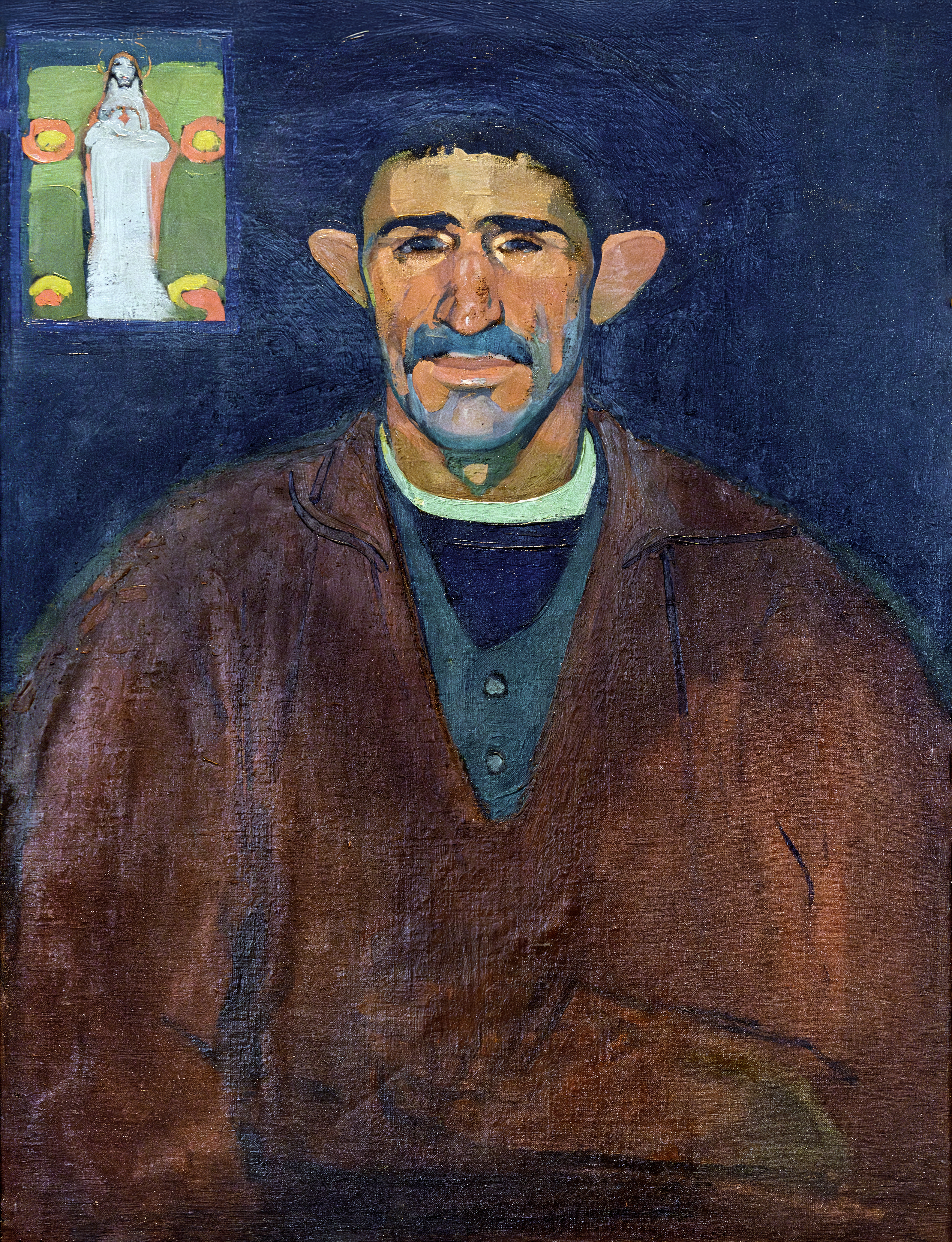
Michel Carion marin, 1909
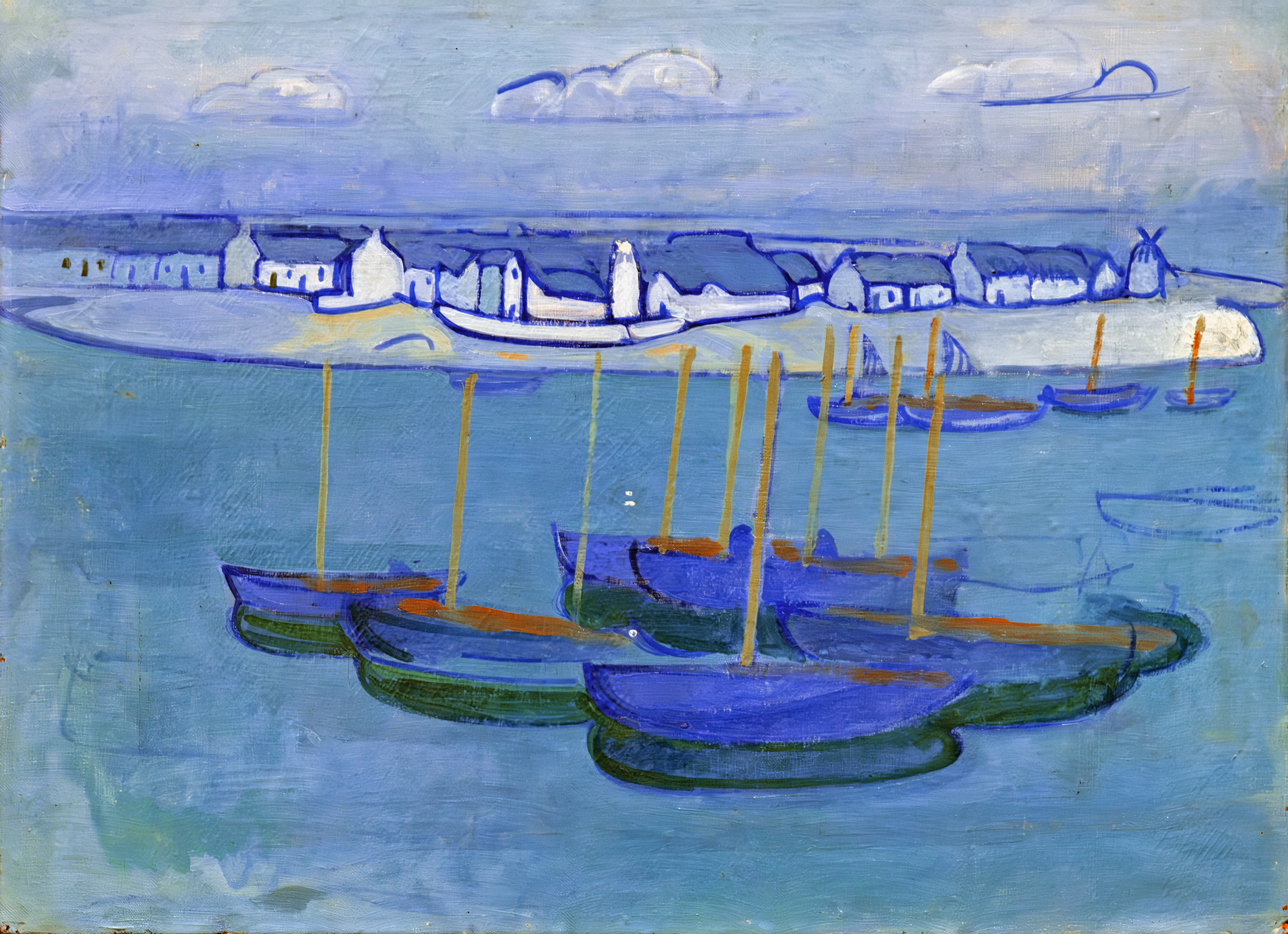
'Marina' Douarnenez, 1910-1912
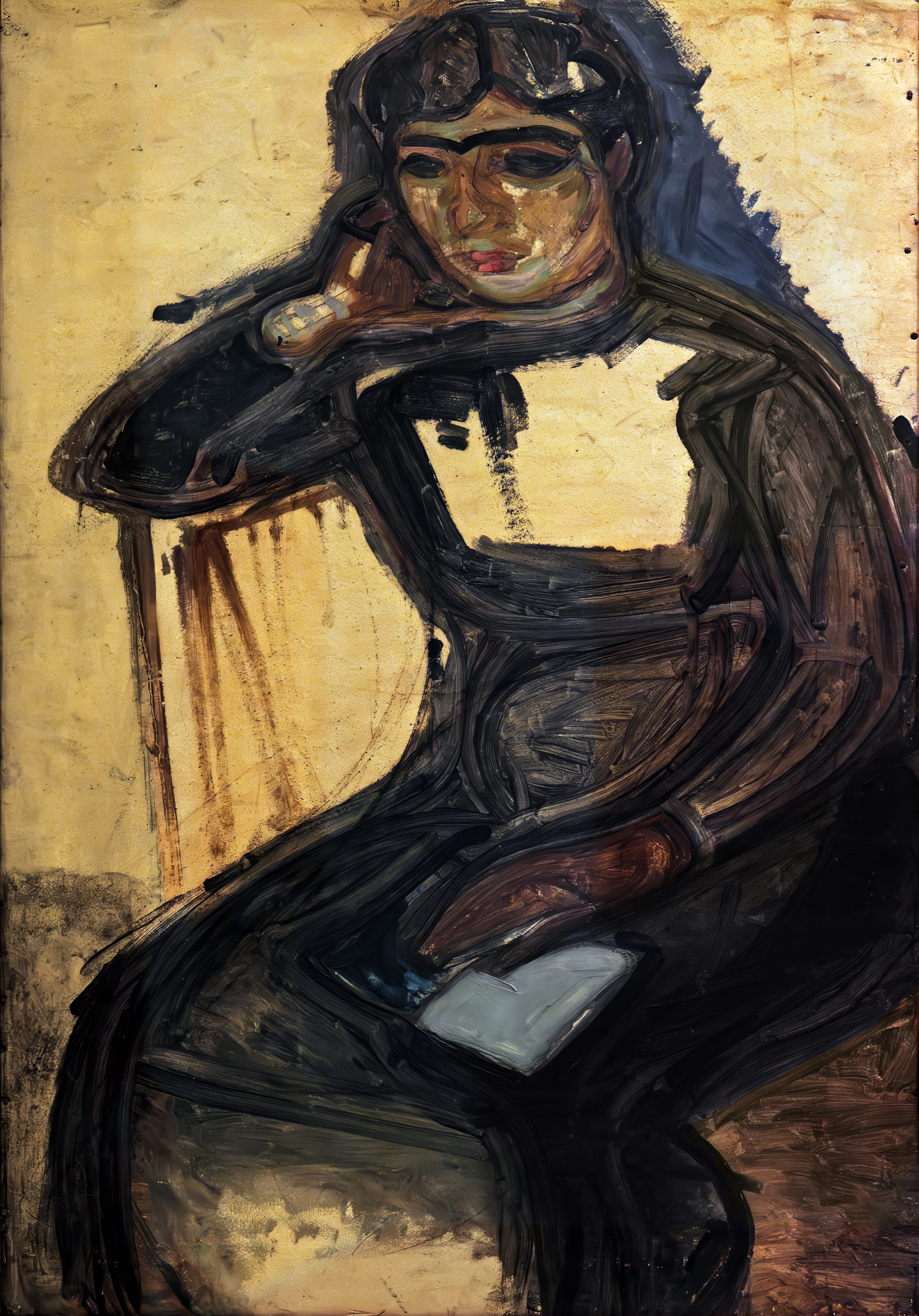
Esquisse pour une figure féminine, vers 1910-1913
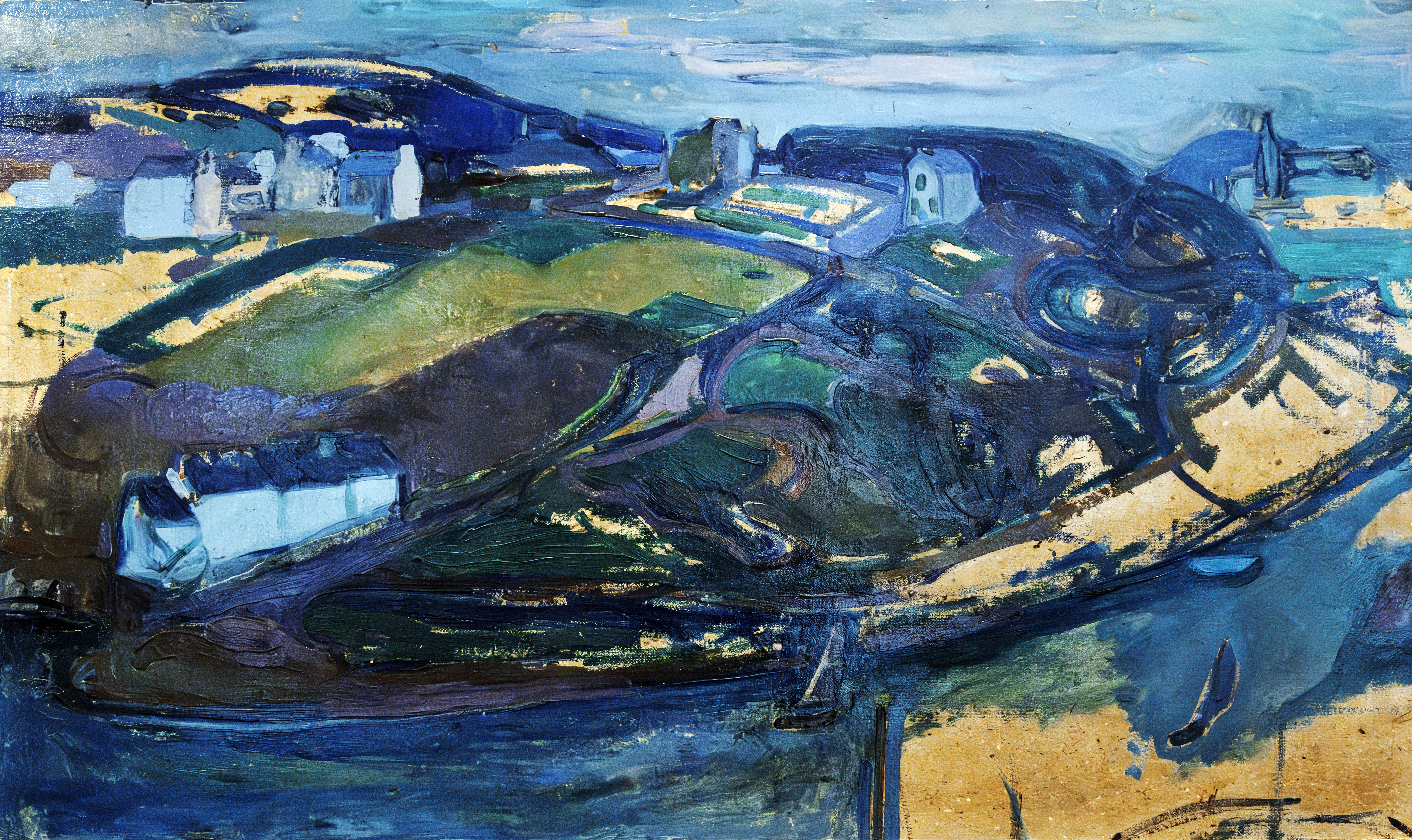
La côte de Menez-Hom, 1912
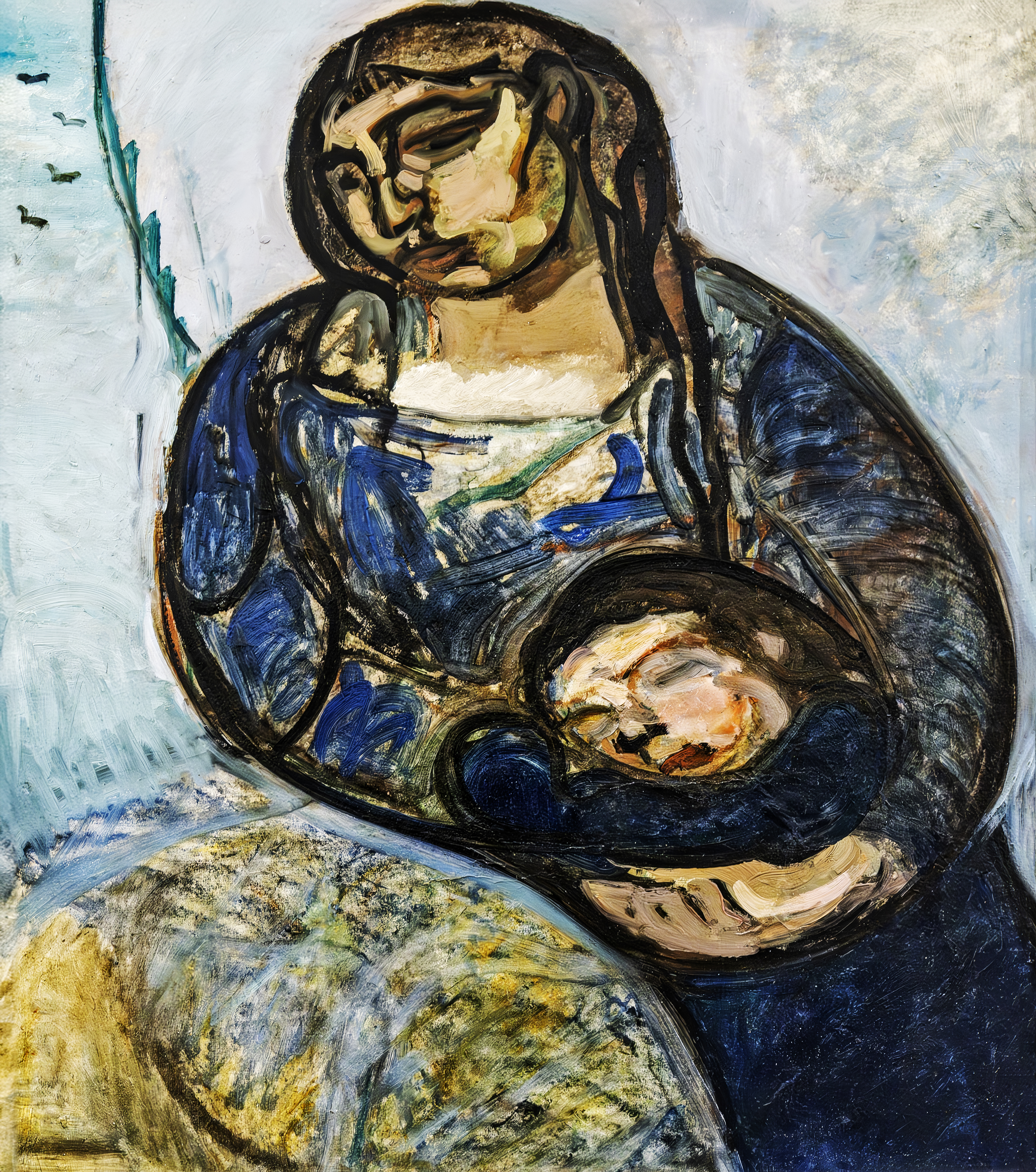
Maternità, 1913
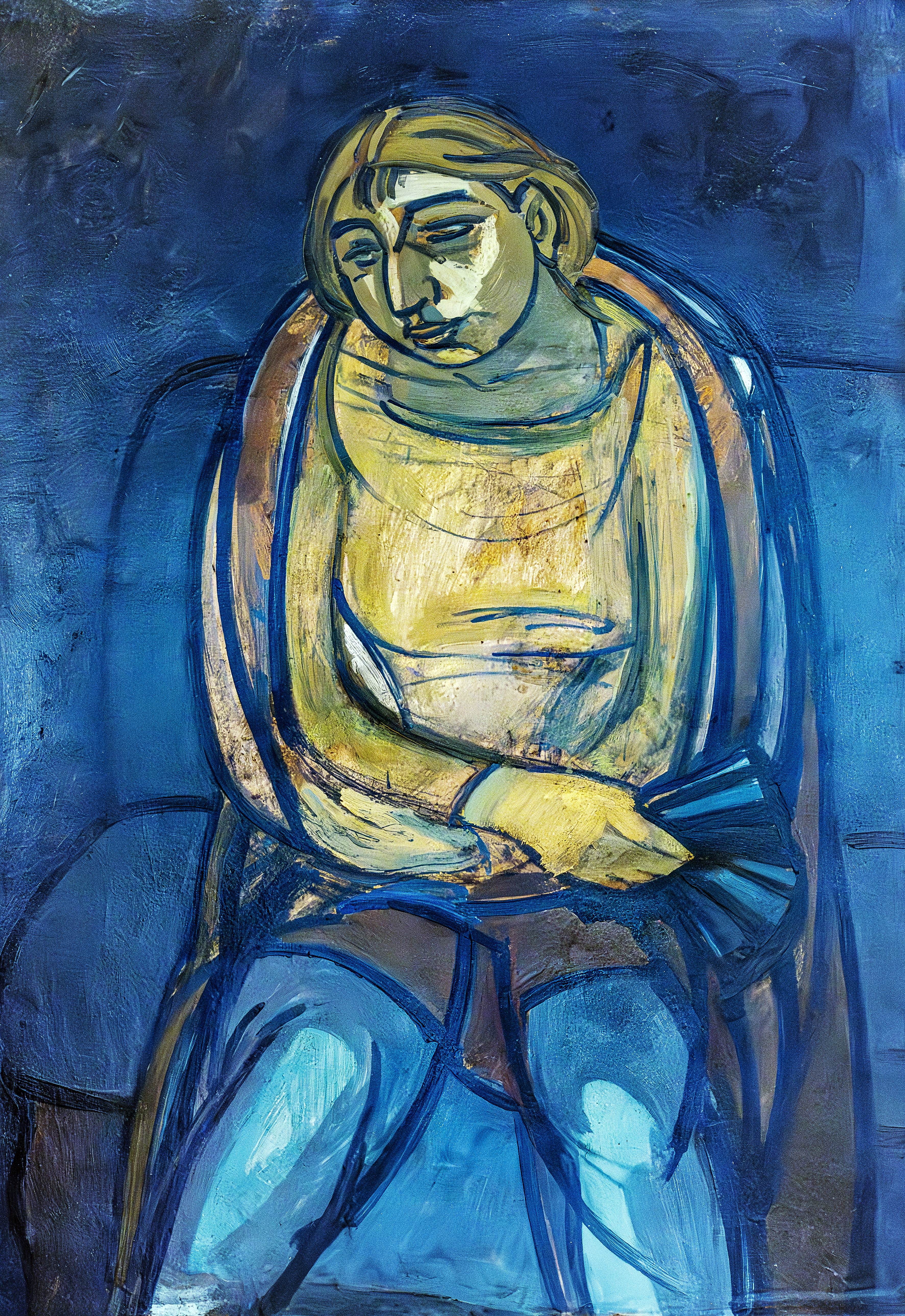
Femme assise - La petite dame heureuse, 1913-1919
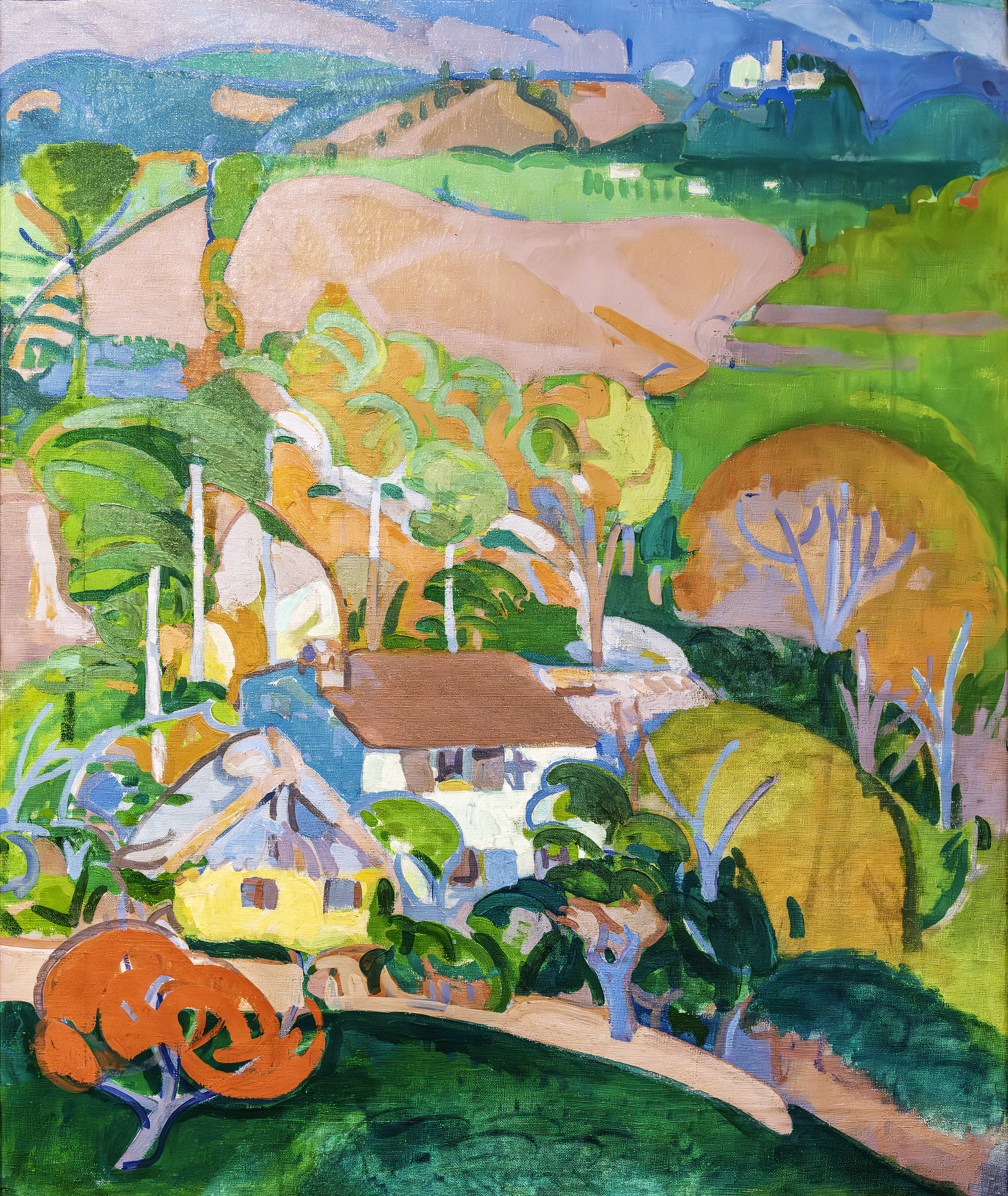
Village d'Asolo Montfumo, 1913-1914
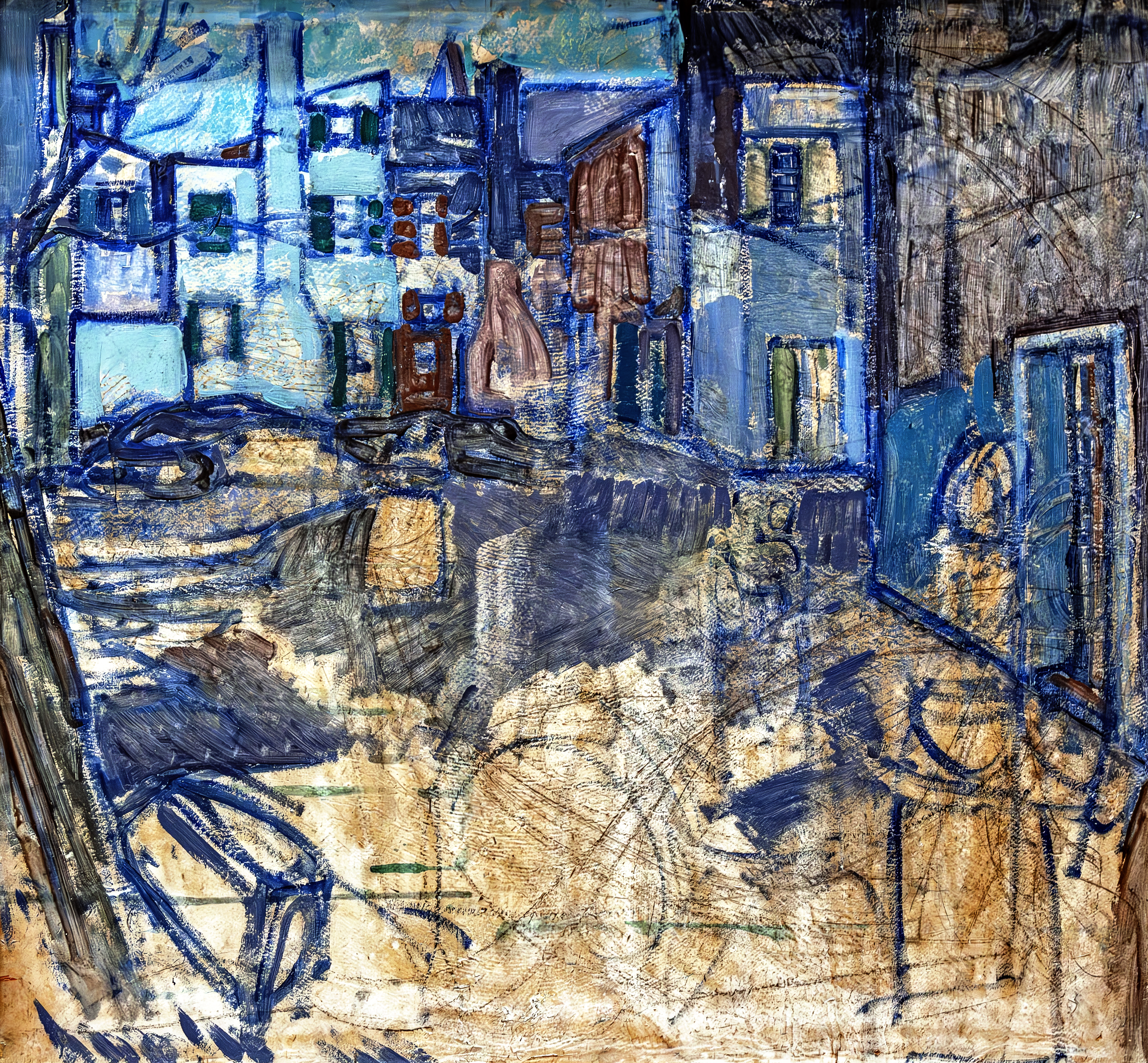
Burano, 1914
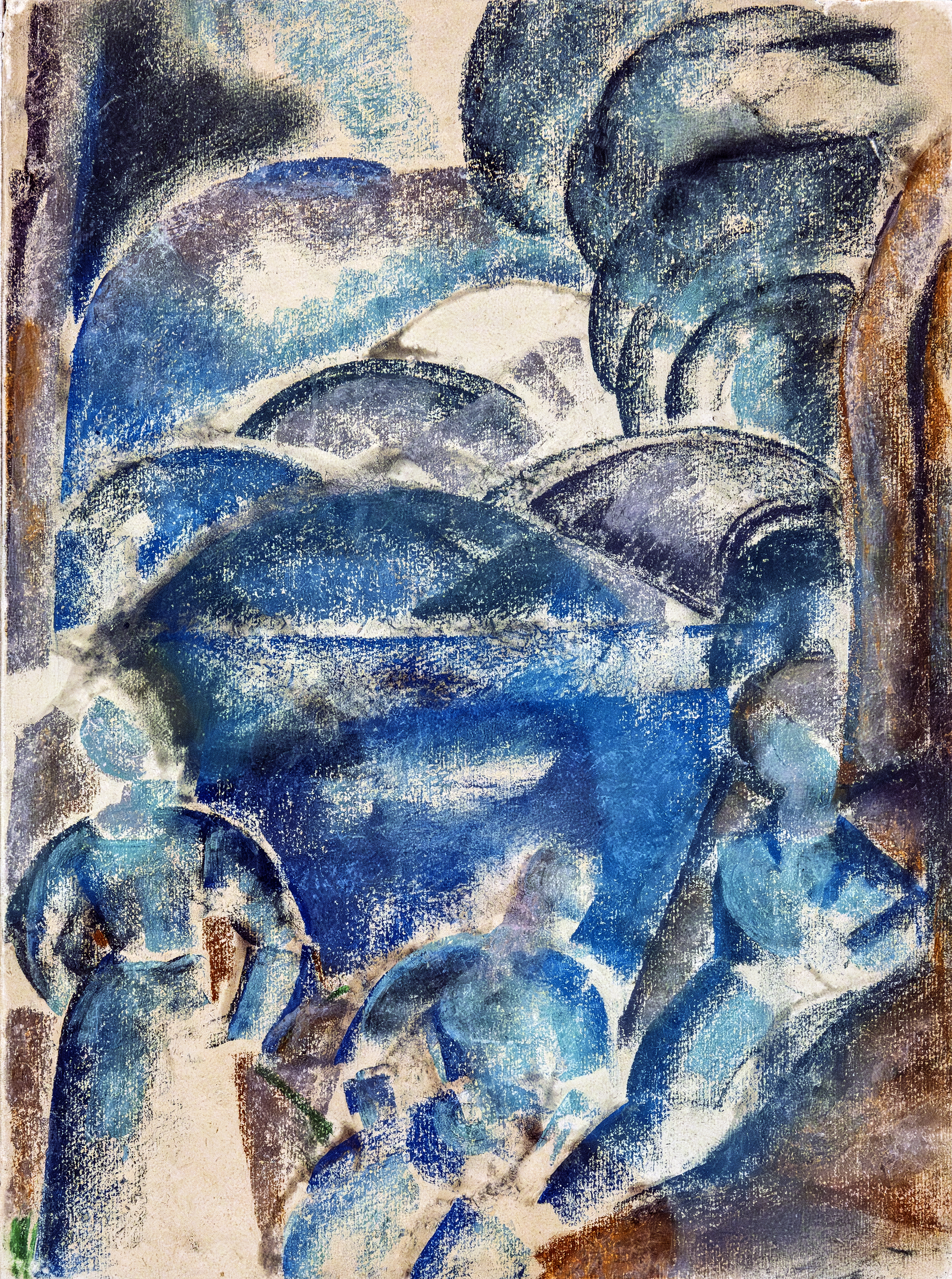
Composition, 1920-1921
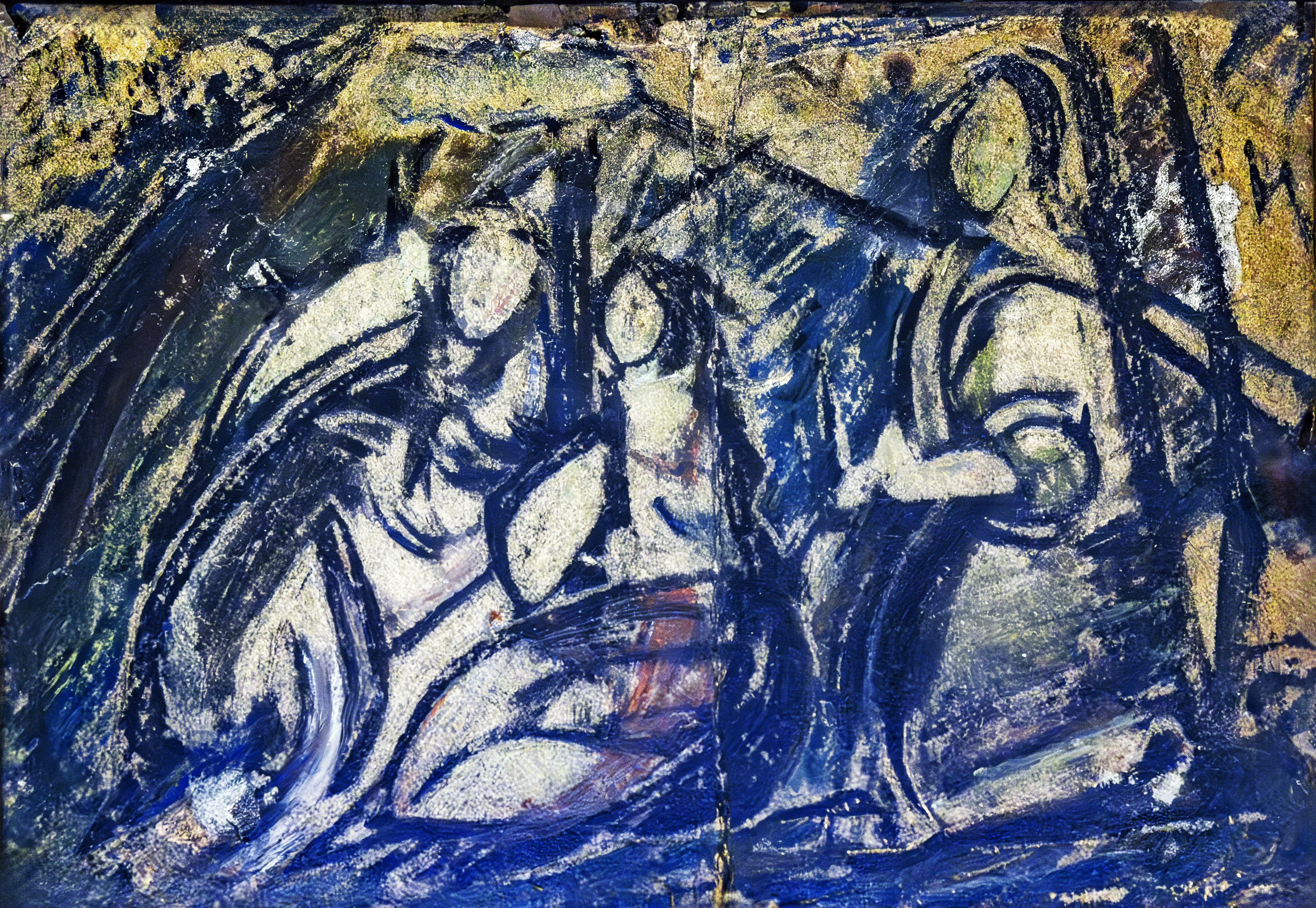
Composition de figures début des années 20
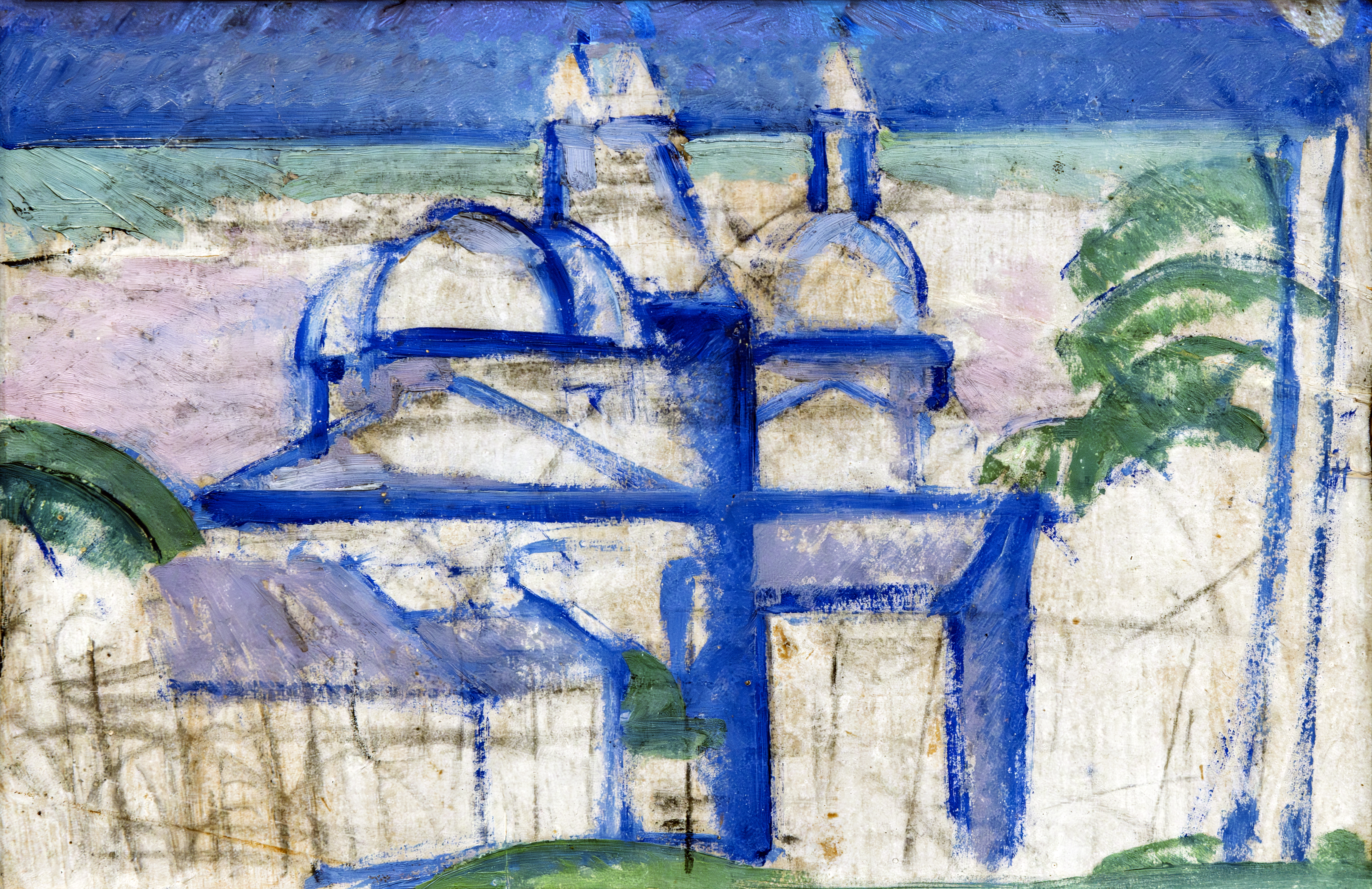
Le Saint de Padoue début des années 20
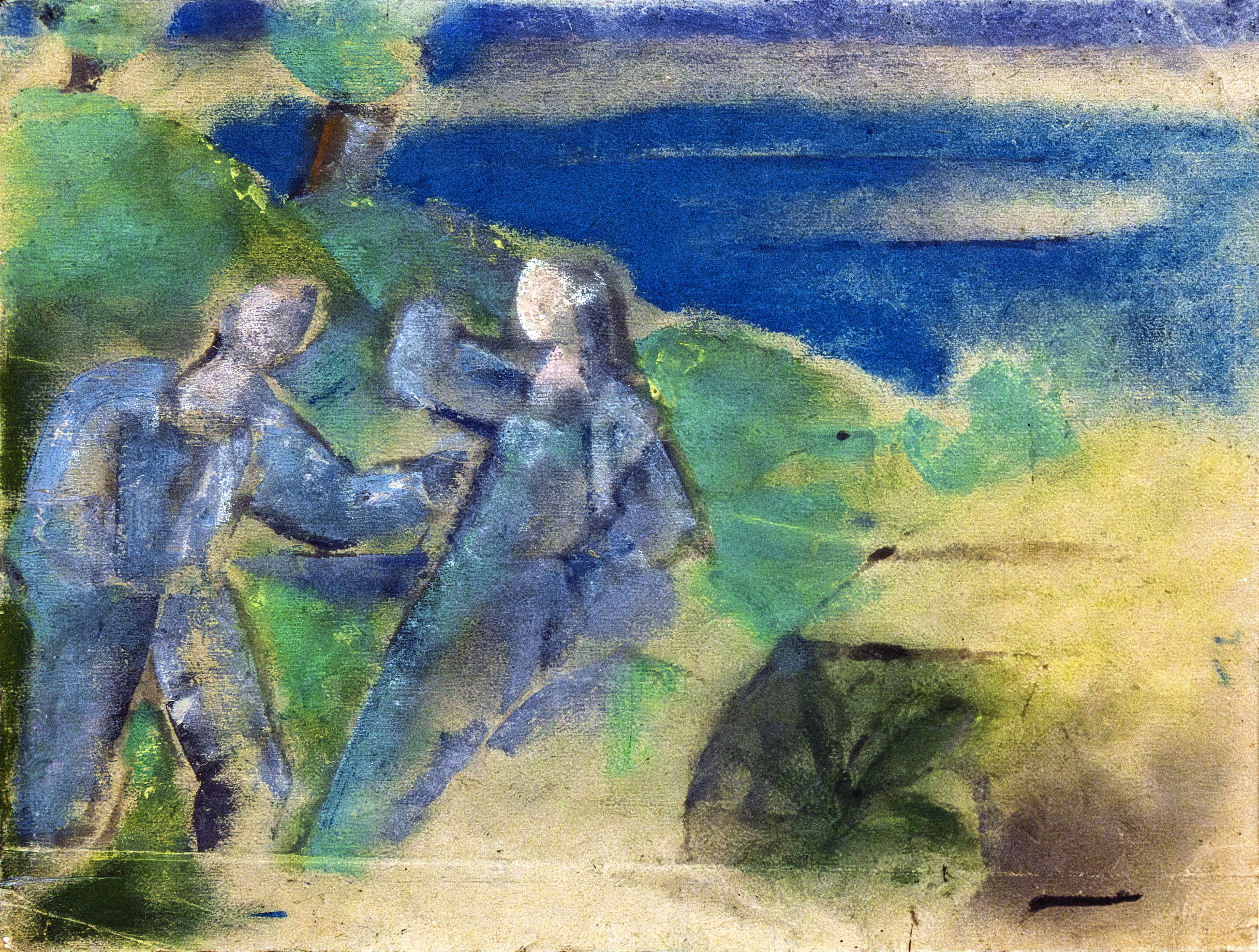
Conversation entre homme et femme début des années 20
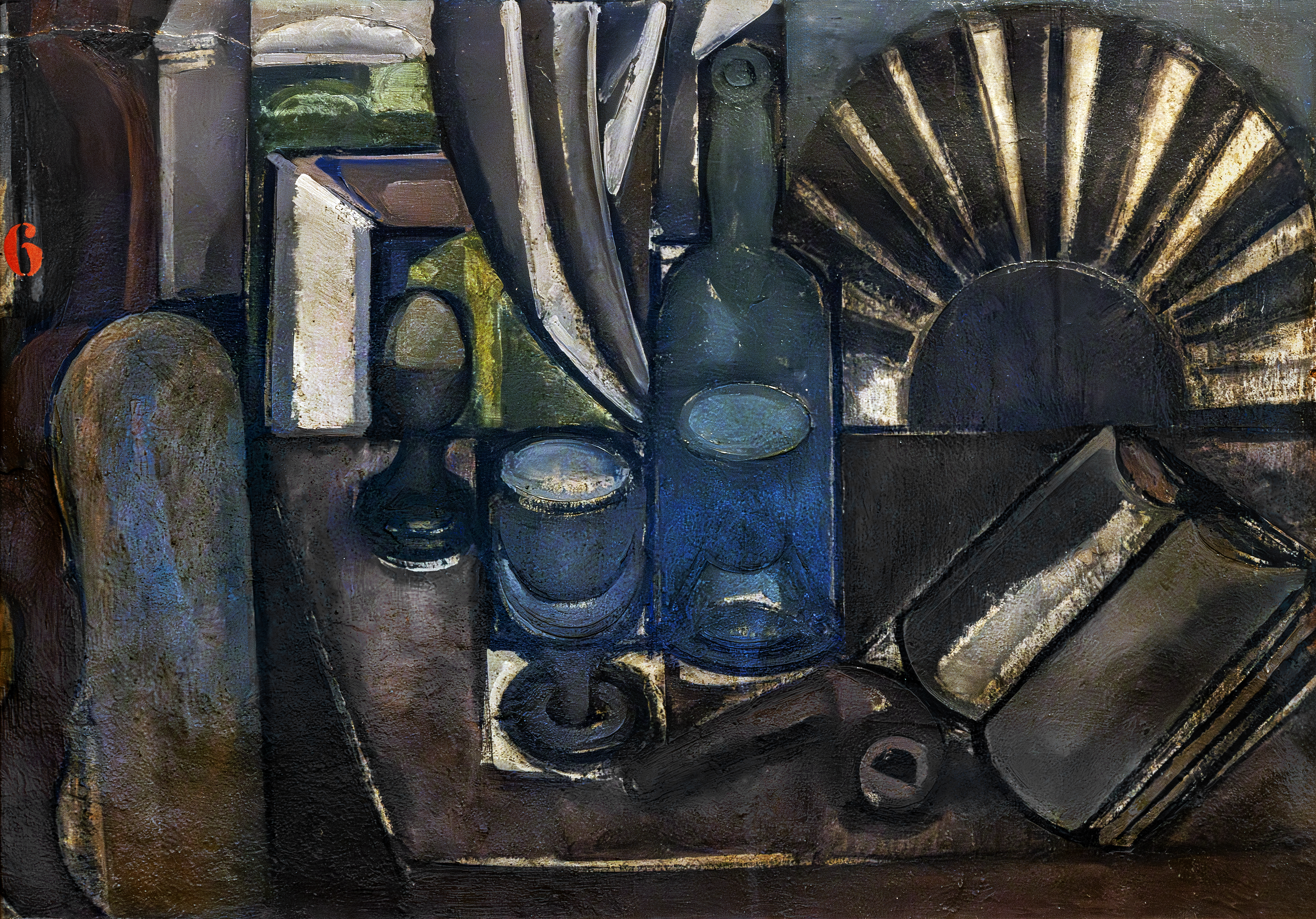
Nature morte à l'éventail début des années 20

## Sources
- (it) Cet article est partiellement ou en totalité issu de l’article de Wikipédia en italien intitulé « Gino Rossi (pittore) » (voir la liste des auteurs).